# Bioresource Technology
Bioresource Technology is een internationaal, aan collegiale toetsing onderworpen wetenschappelijk tijdschrift op het gebied van de
agrarische techniek.
De naam wordt in literatuurverwijzingen meestal afgekort tot Bioresour. Technol..
Het wordt uitgegeven door Elsevier namens de Biomass Energy Research Association en verschijnt tweewekelijks.